# Pelele
Pelele is een oud, Spaans spel dat wordt gespeeld tijdens feestjes. Daarbij gooit men een pop van stro (de pelele) in de lucht door middel van een laken. De pelele stelt meestal een ongeliefd persoon voor. Met dit spel wil men de persoon naar het hiernamaals helpen.

## Geschiedenis
In de middeleeuwen speelde men een soortgelijk spel aan het begin van het voorjaar. De "boomgeest" werd zo aan zijn eind geholpen, zodat de lente met de nieuwe "koning van het woud" kon terugkeren.
In Abruzzi droeg men een stropop door de steden tijdens carnaval. Aan het einde werd hij opgegooid met een laken. In Europa werd vroeger een wrede versie van dit spel gespeeld: op Vastenavond gooide men een hond op met een deken. In Engeland werden er vroeger mensen opgegooid, om te straffen of om te pesten. In Don Quichot werd Sancho Pancha zo in de lucht geworpen.
Generaties lang reageerden vrouwen zich zo af op arrogante mannen ("machisimo")

## Spelregels
Het spel wordt meestal buiten gespeeld. Er wordt een deken op de grond verspreid en in het midden wordt de pelele gelegd. Minimaal drie spelers pakken ieder een kant van de deken op en op een afgesproken moment trekt iedereen aan de deken, zodat de deken wordt strakgetrokken en de pelele in de lucht wordt gelanceerd. Bij iedere lancering wordt de pelele een beetje hoger in de lucht gegooid. Tijdens het opgooien worden er liedjes gezongen zoals:
"El pelele está malo. Qué le daremos? Agua de caroles que cria cuernos" (De pelele is een slechterik. Wat zullen we hem geven? Water van slakken zodat hij hoorns krijgt)
"Pelele, pelele,
Tu madre te quiere,
Tu padre también,
Tudos te queremos,
Arriba con él!"
(Pelele, pelele,
Jouw moeder is dol op je,
Jouw vader ook,
Iedereen houdt van je,
Omhoog met hem!)

## De pelele
Naai een oude trui met stevig garen aan een broek en naai de uiteinden van de mouwen dicht. Vul het helemaal met stro en naai daarna de broekspijpen dicht. Vul sokken met stro en naai die aan de broekspijpen vast. Voor het hoofd gebruik je een kleine meelzak. Vul deze ook op met stro, naai de meelzak op de plaats waar het hoofd hoort en teken er een gezicht op. Je kunt eventueel met touw of stof het gezicht menselijke eigenschappen geven

## Variaties
Op Alaska wordt door de Eskimo's nalukatok gespeeld. Dat wordt niet met een pop, maar met een mens gespeeld. Een van de deelnemers wordt dan met een deken of walrushuid omhoog gegooid. Die moet dan weer met zijn voeten op de deken landen. De speler springt dan weer omhoog alsof hij op een trampoline springt. De winnaar is degene die het meest aantal keren omhoog heeft weten te springen